# Cuarto Gran Despertar

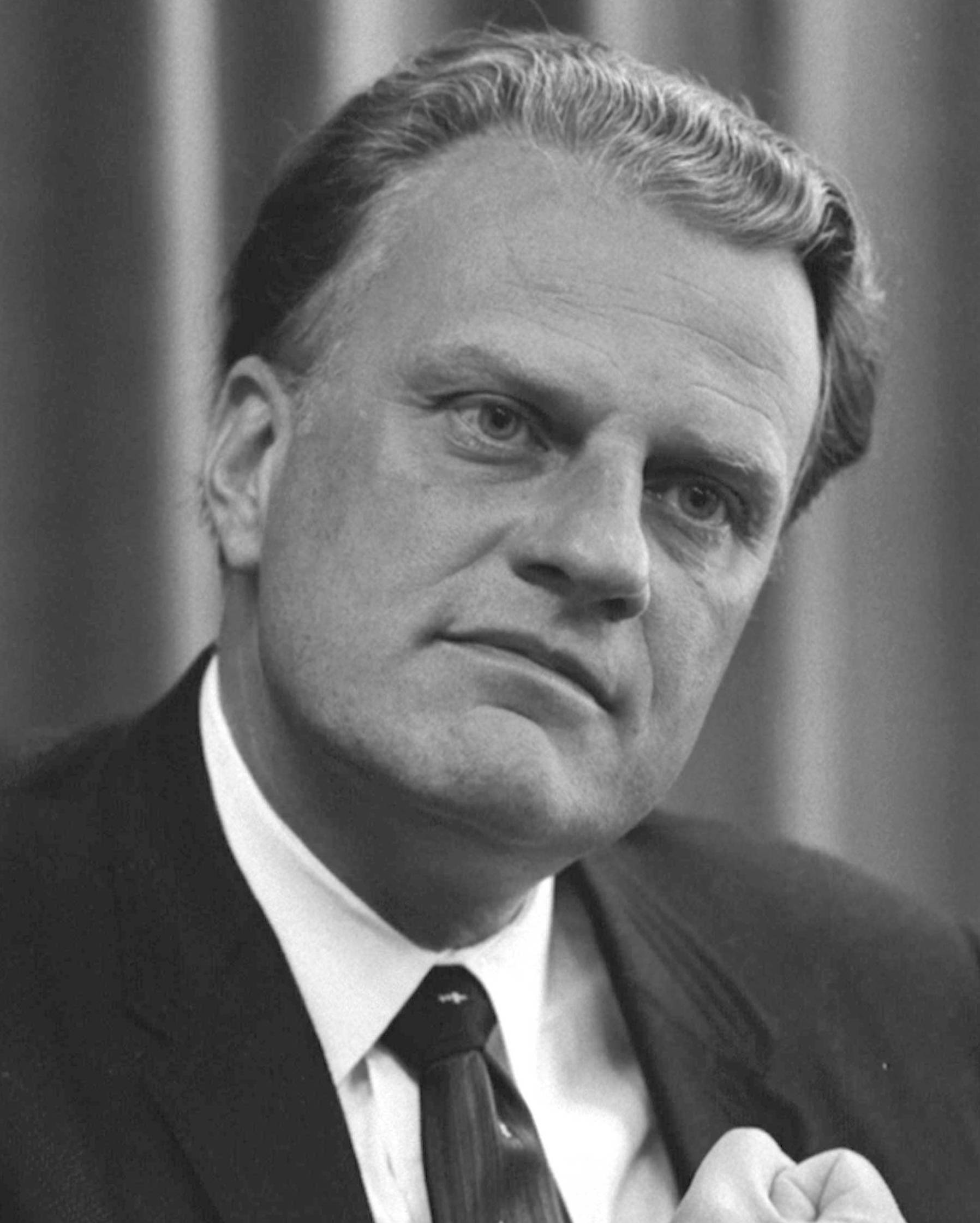
Billy Graham era un notable precursor del Cuarto Gran Despertar

El Cuarto Grande Despertar fue un avivamiento cristiano  que algunos escolares – más notablemente la del  historiador y económista Robert Fogel – al decir que tuvo lugar en los Estados Unidos finales de 1960s e inicios de los 1970s, mientras otros la detallan desde la era subsiguiente a la Segunda Guerra Mundial. La terminología es polémica, con muchos historiadores creyendo los cambios  religiosos que tuvo lugar en los EE. UU. durante estos años no fueron equivalentes a aquellos del Primer Gran Despertar. Así que la idea de un Cuarto Gran Despertar en sí mismo, no ha sido generalmente aceptada.
Verdad o no,   constituye un despertar, muchos cambios tuvieron lugar. Las iglesias protestantes históricas se debilitaron bruscamente tanto en afiliación e influencia mientras que las denominaciones cristianas evangélicas más conservadoras (como el Convensión Bautista del Sur y Iglesia Luterana Sínodo de Misuri) crecieron rápidamente en números, se extendieron a través de los Estados Unidos, y tuvieron batallas teológicas internas graves y cismas, y se convirtieron políticamente más poderosas. Otras denominaciones evangélicas y fundamentalistas también expandieron rápidamente. Al mismo tiempo, el secularismo creció dramáticamente, y las iglesias más conservadoras se vieron batallando contra el secularismo en asuntos como los derechos de los LGBT , el aborto, y creacionismo.
 
Inherente al cambio de poder, era un cambio  en el evangelicalismo, con grupos nuevos que surgían y los que se extantian o asociaban cambiando su focos centrales. Había un énfasis nuevo en una relación personal con Jesús desde el estilo reciente de iglesias "no-denominational" y de  "comunidades de fe". Este periodo, también vio el aumento de iglesias no-tradicionales y megaiglesias con teologías conservadoras y un crecimiento en organizaciones paraecleciásticas mientras el protestantismo histórico perdió muchos miembros. El Movimiento por Jesús está considerado por algunos para ser parte de este '''Cuarto Gran Despertar'''.
Vinson Synan (1997) argumento que un despertar carismático ocurrió entre 1961 y 1982. Con raíces de un movimiento pentecostal que colocó más énfasis en experiencias como: los dones espirituales, incluyendo hablar  en lenguas, sanidad divína, y profecía. También se  centro en el fortalecimiento de  convicciones espirituales a través de estos dones y de las señales según ser tomadas del Espíritu Santo. Originalmente un movimiento protestante, su influencia fue extendida a algunos en la Iglesia católica a la vez cuándo los dirigentes católicos eran más abiertos a las creencias ecuménicas, que a un énfasis reducido en estructuras institucionales, y un aumento en el  énfasis de la  espiritualidad.
La religión organizada en los Estados Unidos cambió de cara a las presiones del secularismo después de la Segunda Guerra Mundial. Había una proliferación de megaiglesias. Denominaciones como las Asambleas de Dios, Bautistas del Sur, y La Iglesia de Jesucristo de los  Santos de los Últimos Días (Mormones) se hicieron más populares. Tres dirigentes religiosos particulares eran muy influyentes: Martin Luther King Jr., Billy Graham, y Papa Juan Pablo II. Las megaiglesias ganaron la atención por la razón sencilla que 10 iglesias con 2000 miembros eran más visibles comparadas con 100 iglesias con 200 miembros cada una. El crecimiento de las denominaciones populistas  había coincidido con la disminución simultánea de las denominaciones históricas o tradicionales. Mientras que la  tendencia anterior no vino a expensas del último (eso representó la retención y fertilidad de diferentes índices, sin cambiarlos), para los medios de comunicación y muchos observadores seculares, aquellos desarrollos apuntaron al hinchamiento agresivo de fuerza religiosa. [La cita necesitada]
Las iglesias protestantes históricas se contrajeron bruscamente en plazos de afiliación e influencia.
Después de la Segunda Guerra Mundial, algunas denominaciones cristianas conservadoras (incluyendo los Bautistas del Sur, los Luteranos del Sínodo de Misuri, la Iglesia de Dios, los Pentecostales, Movimiento de Santidad y Nazarenos) crecieron rápidamente en números y también se extendieron a nivel nacional. Algunos de estas denominaciones afrontaron cismas y batallas teológicas de los 1960s en adelante. Los Luteranos de Misuri sufrieron una ruptura en 1970 la cual finalmente condujo a la conformación de la Iglesia Luterana de América, mientras el los Bautistas del Sur afrontarían sus batallas propias que resultan en el Recrudecimiento Conservador de las Iglesias Bautistas del Sur. Muchos de las iglesias más conservadoras llegaron a ser políticamente poderosas por parte del "derecho religioso". Al mismo tiempo, la influencia de secularismo (la creencia que el gobierno y la ley no tendrían que estar basados en la religión) creció dramáticamente, y las iglesias más conservadoras se vieron batallando contra el secularismo en plazos de asuntos como derechos de gay, aborto, y creacionismo.
Byrne y Segers nota con respecto al asunto de aborto, "Mientras más denominaciones evangélicas protestantes  teológicamente conservadoras, como los Luteranos del Sínodo de Misuri y la Convención Bautista del Sur, expresan una rotunda desaprobación de estos asuntos, se convierten políticamente más activas.  Los Bautistas del Sur, de hecho, han pasado resoluciones en sus dos Reuniones Anuales en soporte del aborto legalizado; hasta que la década de 1980 (en los días del Recrudecimiento Conservador de los Bautistas del Sur)   '''cambiaron''' su posición anterior y de aquel punto adoptado, continuamente adoptan resoluciones oponiéndose al aborto, por lo cual los Bautistas del Sur se separaron de la Alianza Mundial Bautista.  Aun así, la implicación política de iglesias varió de activamente participantes en organizaciones como la de  Mayoría Moral y la Coalición Cristiana para adoptar el enfoque menos directo y desorganizado de los  aproximación de Luteranos de Sínodo de Misuri .
- Portal:Cristianismo. Contenido relacionado con Cristianismo.
- Portal:Cristianismo evangélico. Contenido relacionado con Cristianismo evangélico.
- Portal:Metodismo. Contenido relacionado con Metodismo.
- Portal:Calvinismo. Contenido relacionado con Calvinismo.